# Ben Hanley
Ben Hanley (22 de janeiro de 1985) é um piloto britânico.

## Carreira
Ben Hanley teve uma carreira de sucesso no karting, vencendo campeonatos e corridas, sendo campeão do mundo de Karting. Ben Hanley correu nas World Series by Renault em 2006 e 2007, e acabou como o vice campeão em 2007. Ben Hanley assinou com a Campos Racing para correr nas GP2 Series em 2008. O seu parceiro é o russo Vitaly Petrov. Ben Hanley correu também na 2ª ronda das GP2 Asia Series 2008, somando um pódio na sua primeira corrida de GP2.

## Resultados
| Época | Campeonato                      | Equipa                          | Nº do carro | Corridas | Vitórias | Poles | Pontos | Lugar final |
| ----- | ------------------------------- | ------------------------------- | ----------- | -------- | -------- | ----- | ------ | ----------- |
| 2005  | Fórmula Renault 2.0 Itália      | Cram Competition                |             | 17       | 6        | 2     | 264    | 3rd         |
| 2005  | Fórmula Renault 2.0 Europeia    | Cram Competition                | 62          | 2        | 0        | 0     | 0      |             |
| 2005  | Formula Renault 2.0 Reino Unido | Team aka                        |             | 2        | 0        | 0     | 21     | 28th        |
| 2005  | World Series by Renault         | Cram Competition                | 21          | 2        | 0        | 0     | 0      |             |
| 2006  | World Series by Renault         | Cram Competition                | 11          | 17       | 1        | 0     | 55     | 8th         |
| 2007  | World Series by Renault         | Prema Powerteam                 | 18          | 17       | 2        | 0     | 0      | 2nd         |
| 2008  | GP2 Asia Series                 | Barwa International Campos Team | 8           | 6        | 0        | 0     | 6      | 15th        |
| 2008  | GP2 Series                      | Barwa International Campos Team | 6           | 2        | 0        | 0     | 0      | NC          |

### Resultados naGP2 Series
| Year | Equipa                          | ESP     | ESP   | TUR   | TUR   | MON   | MON   | FRA   | FRA   | GBR   | GBR   | GER   | GER   | HUN   | HUN   | EUR   | EUR   | BEL   | BEL   | ITA   | ITA   | Pos. | Points |
| ---- | ------------------------------- | ------- | ----- | ----- | ----- | ----- | ----- | ----- | ----- | ----- | ----- | ----- | ----- | ----- | ----- | ----- | ----- | ----- | ----- | ----- | ----- | ---- | ------ |
| 2008 | Barwa International Campos Team | FEA Ret | SPR 9 | FEA * | SPR * | FEA * | SPR * | FEA * | SPR * | FEA * | SPR * | FEA * | SPR * | FEA * | SPR * | FEA * | SPR * | FEA * | SPR * | FEA * | SPR * | NC*  | 0*     |

* Temporada a decorrer.

## Fonte
en:Ben Hanley